# シメオン1世

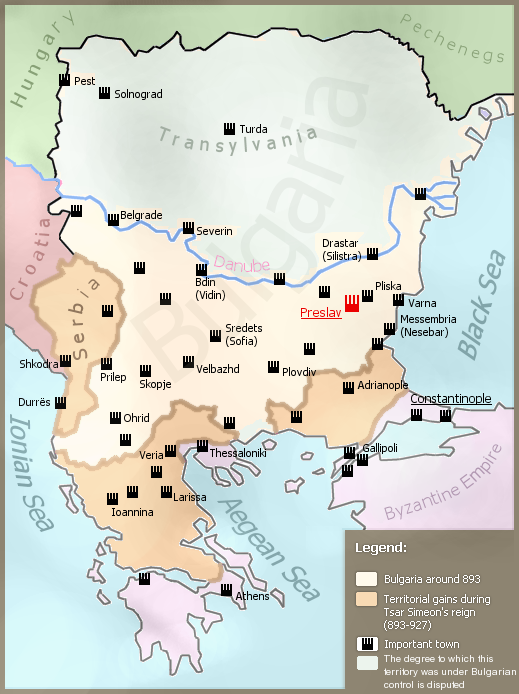
シメオン1世の治世中のブルガリア最大版図。ベージュがボリスまでの領土、オレンジがシメオンの獲得した領土

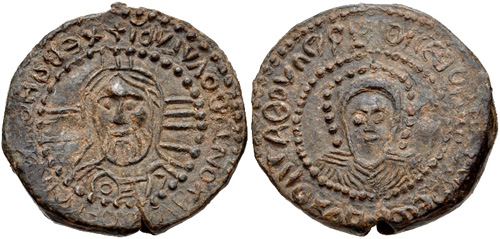
シメオン1世が刻まれた銅貨

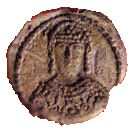
シメオン1世が刻まれたもう一種類の銅貨

シメオン1世（ブルガリア語: Симеон I, 864年頃 - 927年5月27日）は、第一次ブルガリア帝国の君主（在位：893年 - 927年）。バルカン半島の大半を占めるブルガリア帝国の最大版図を築き、一時期は東ローマ帝国を圧倒して、自らを「ローマ人とブルガリア人の皇帝にして専制君主」と称した。シメオン大帝とも呼ばれる。ボリス1世の三男で母はマリア。兄弟にヴラディミルなど5人、妻は大貴族ゲオルギの妹。子にミハイル、ペタル、イヴァン、ベニヤミン（ボヤン）、娘が一人。

## 生涯

### 生誕から王位継承
シメオンはボリス1世の三男（あるいは次男）として864年頃に生まれた。
当時、ブルガリアと東ローマ帝国は戦争状態であったが、劣勢だったブルガリアは864年に和睦の条件としてキリスト教の受容が要求される。和睦に対してブルガリア貴族の反乱が起こったり、西方のローマ教会と一時的に関係を持ったりしたが、ボリス1世は貴族の反乱を鎮圧し、最終的に870年には東方のビザンティン教会に属することを決定する。また、ビザンティン教会のコンスタンティノープル総主教フォティオスの提案で、コンスタンティノープルにブルガリア人のための学校が建てられると、国の青年らと一緒にシメオンもそこに留学した。ボリスは、ゆくゆくはシメオンをブルガリアの高位の聖職者とすることを期待していたようである。シメオンはコンスタンティノープルの学校でデモステネスの修辞法とアリストテレスおよび三角法などを学び、留学を終えるとブルガリアのプリスカかプレスラフの修道院で、（クレメンス、ナウム、トゥドル・ドクソフ、コンスタンティン司祭らによって組織化された）ギリシア語からスラブ語への、典礼書の翻訳作業に従事していたと考えられる。
しかし、889年にボリスが退位して長男のヴラディミルに王位を譲ると、彼は貴族らと結託して反キリスト運動を起こし、ギリシア人聖職者の追放、大主教ステファノスらの投獄、バヴァリア王アルヌルフとの反東ローマ軍事同盟の交渉などを開始する。こうした事態に、それまでプレスラフ修道院に隠居していたボリスは893年に元臣下やシメオンらの助けを借りてこれを鎮圧した。そして、ブルガール人やスラブ人族長、地方統治官、政府高官からなる貴族会議を招集して、三男のシメオンがブルガリア王に即位することを承認させた。また、この会議で首都をプリスカからプレスラフへ遷都、宗教用語および行政用語をギリシア語からスラブ語へ公式に変更することが決定された。

### 領土拡大
修道士から急遽即位したシメオンであったが、キリスト教を受容しつつも、彼の政策は父ボリス1世が進めた東ローマ帝国との協和路線とは逆の敵対路線へと向かうことになる。894年、ブルガリア商人がコンスタンティノープルのミタトン（外国商人のための商業施設）から突然締め出されて西のテッサロニケに移動となり、また税も引き上げられるなど不遇の処置を受けはじめた。シメオンはこれらの命令の撤回を求める書簡が拒絶されると、ただちに軍勢を率いて西トラキアに進撃し、迎撃に来た東ローマ軍団に大勝して司令官プロコピオ・クレテニスを殺害した。これに対して東ローマ帝国はブルガリア北方に住むマジャール人と交渉してブルガリアを攻撃させる一方、ニケフォロス・フォカスの陸軍をトラキアへ、エウスタティウスの艦隊をドナウ川へ向かわせマジャール人を支援させた。
シメオンはトラキアでニケフォロスとの戦いに備えていたが、マジャール人が北部に侵入したとの知らせが届いたため、急いで引き返すも敗北する。その後、シメオンはドナウ河畔のシリストラ要塞に避難したため、新都プレスラフはマジャール人の略奪を受けた。シメオンはエウスタティウスを通して東ローマ皇帝レオーン6世に和平を申し込むと、都合よく東ローマの軍勢を引き上げたため、和平交渉にシメオンの宮殿に来た大使レオン・コイロスファクテスを投獄して、当時黒海北方の平原で活動していたテュルク系民族ペチェネグ人と交渉してマジャール人を挟撃し、領地を略奪し返した。マジャール人を撃破したことで東ローマより優位に立ったシメオンは、和平の条件に捕虜の返還を要求する。
しかし、先に捕虜が返還されると「何人かが未だ拘束されている」と宣言して、和平の大使のレオン・コイロスファクテスを再び投獄する。そこで東ローマはカタカロン（ニケフォロスの後任）の率いる主力軍をブルガリアに派遣したが、シメオンはブルガロフェゴン（現ババエスキ市）で東ローマ軍を待ち伏せして壊滅的な被害を与えた。896年、ブルガリアと東ローマ帝国でようやく和議がまとまり、帝国の捕虜12万人を返す代わりに、東ローマは毎年貢納金を支払うことと、トラキア領の支配をブルガリア有利に調停することなどが決まった。シメオンはこうして東ローマ皇帝からかつてのペルシア王やイスラームのカリフと同等の扱いを受けるまでに影響力を増した。
一方で、東ローマ軍が大きな被害を受けたためイスラーム帝国がエーゲ海沿岸の各地を襲撃し東ローマを圧迫すると、シメオンはマケドニア南、西部に侵攻してバルカン半島の西端、アドリア海岸までブルガリアの領土を広げた。また、904年にはテッサロニケの北22㎞にあるネア・フィラデルフィアに、ブルガリアと東ローマの国境を示すギリシア語の碑文が立てられ、そこには「神によってブルガリアの支配者となった者（エク・テウ・アルコントス・ブルガローン）」であるシメオンの名と幾人かの高官、地方統治官の名が刻まれた（この東ローマ皇帝風の称号はオムルタグ、マラミル、プレシアンら歴代のハーンの碑文にも同様のものが見られる）。

### 「皇帝」即位
912年、レオーン6世の崩御で弟のアレクサンドロスが即位し、プレスラフへの貢納金の支払いを停止すると、翌年にシメオンは軍勢をトラキア領に進め、東ローマ首都のコンスタンティノープル城壁前で野営を始める。市内は皇帝アレクサンドロスの突然の崩御（皇位はレオンの遺児・コンスタンティノス7世に継がれた）や軍司令官の謀反なども重なり大混乱に陥った。しかし、シメオンは城塞都市コンスタンティノープルの堅固な守りを武力によって攻略できなかったため、東ローマとの交渉のため護衛と共に市内に迎え入れられた。その結果、遅延分の貢納金の支払いと、皇帝とシメオンの娘との婚約、さらにある種の戴冠式がブラケルナエ宮殿の聖処女教会で執り行われた。
東ローマ総主教ニコラオス・ミュスティコスはシメオンの頭に（王冠ではなく）自分の典礼用の頭飾りを載せて彼を「皇帝（バシレウス）」と宣言した。この儀式は「シメオンをビザンツの共治帝として戴冠した」という解釈と「シメオンを“ブルガリア”の皇帝として戴冠した」という二つの解釈が存在し、当時から問題視された。権威ある王冠ではなく頭飾りを使う一方で、外国君主を示す「アルコン」ではなく東ローマ皇帝公式称号の「バシレウス」と呼ぶなど儀式に曖昧な表現を用いたのは、ブラウニングによると総主教による東ローマ側とシメオン側双方への苦心の末の配慮の結果としている。
シメオンが913年の秋にプレスラフに帰還すると、総主教は責任を追及されて更迭、政治は皇帝の母・ゾエが掌握し、婚約は破棄されて戴冠も無効と宣言された。翌年、ブルガリア軍は再びトラキアへ侵入し、アドリアノープルを占領。915～916年にはデュラキウムとテッサロニケに侵攻し913年の戴冠式の承認を求めた。東ローマ政府はシメオンを正当な皇帝と認めつつも、裏ではブルガリアへの遠征計画を進めており、それはブルガリア北東部をレオン・フォカス率いる陸軍が攻め、黒海沿岸をロマノス1世レカペノスの艦隊が先行して後背部を取り、さらにペチェネグ人を説いて北方から攻撃させるというものだった。
917年夏にその遠征が行われたが、8月20日にアンキアロス近くのアヘルス川近郊でブルガリア軍が東ローマ陸軍を奇襲して敗走させ、指揮官のレオンは単身メセンブリアに逃げ込んだ。一方で東ローマ艦隊がドナウ河口に到着するも、ペチェネグ人を説いて連れてきたジョン・ボガスと司令官ロマノスが口論を起こしたため輸送は取り止めとなり、結局遠征は失敗に終わった。元総主教のニコラオス・ミュステュコスから停戦を願う書簡が届くも、シメオンは進軍を続けコンスタンティノープルの北部カタシェルタエで東ローマ軍を夜襲で壊滅させた。しかし、東ローマの外交政策によりブルガリア西部のセルビアが敵対行動に出たためシメオンは軍を引き上げ、セルビアに懲罰遠征に向かって反対勢力を鎮圧することとなった。

### 連年の外征と晩年
翌918年、シメオンは北ギリシアへ侵入し、ブルガリアから遙か南方のコリント湾まで進軍した。これまで基本的に東ローマ首都を目指していたシメオンが示した突然の方向転換に対して、ブラウニングはこの遠征目的が、彼の活動的な性格による物か、あるいは東ローマ軍をギリシア方面まで釣り出したかったか、またはブルガリア国家の性質として、軍の維持費や功績の報奨を自国で賄えないため、他国を侵略するしかなかったからではないか、としている。ブルガリアの軍事行動は毎年に及び、920年には再びセルビアの反ブルガリア勢力を攻撃し、南方はトラキアの各地に侵攻した。翌年や翌々年もコンスタンティノープル前まで進軍し、923年にはアドリアノープルを再び奪取した。この頃、シメオンは総主教ニコラオスに、共治帝に登っていたロマノス・レカペノスの退位や自分の親族と東ローマ皇帝との間に結婚同盟を結ぶことを提案しているが拒絶されている。
また、シメオンは海軍の支援を得るためにアフリカのファーティマ朝と交渉して合意に達したため、924年に再びコンスタンティノープルに軍を進めたが、東ローマもファティーマ朝と外交を行って妨害したため都市の攻略を断念した。9月9日、シメオンは皇帝との謁見を求め城内に入る。その際、シメオンは「バシレウス」と絶えず歓呼する多数の随員を伴ってロマノスとの会見に臨んだ。このときの会見の内容は不明だが、シメオンはブルガリア北方での不穏な動きのため急遽プレスラフに帰還する。925年頃、シメオンは「ローマ人とブルガリア人の皇帝」を名乗り（ロマノスから抗議が届いたが無視した）、926年にブルガリア大主教レオンティウスを東ローマ教会から独立させ、総主教に昇格させた。同年、シメオンは敵対的な諸侯の鎮圧のためセルビアに侵攻していたが、秋に西隣のクロアティア王国にも配下を遠征させるとクロアティア王トミスラフの軍勢に主力部隊を全滅させられ、ローマ教皇の仲裁でやっと侵攻を免れる事態に陥った（この際の書簡でシメオンはローマ教皇から「皇帝」の称号を使うことを許されている）。
翌927年5月27日、首都プレスラフでシメオンは崩御した。東ローマの年代記には、占星術師はシメオンのストイケイオン（特定の人物や地域の守護精霊）が首都のクセロロフォス地区の像であると見なしたため（当時は「ある人物」と「ある物体」は運命を共有するという迷信があった）、ロマノスがこの像の首を撃たせると、同時期にシメオンが崩じたと記している。
シメオンの崩御後、長男のミハイルは修道院に監禁されていたため、伯父ゲオルギを後見人にして次男のペタルが皇位を継いだ。ペタルは父の崩御の数ヶ月後にはロマノスの孫娘マリア・レカペナと結婚し、毎年の貢納金も認められるなど、父とは一転して東ローマ帝国に従属する方針をとった。このペタルの方針やシメオン治世下による負の遺産（例年の軍事行動で人的、物的資源を消耗した）によってブルガリア（第一次ブルガリア帝国）は衰退していったが、一方でほとんど外敵に侵略されることがなかったため首都プレスラフを中心にスラブ・キリスト教文化が大いに発展した。